# 巴斯暨韦尔斯主教

徽章

巴斯暨韦尔斯主教（Bishop of Bath and Wells）是英格兰坎特伯雷教省巴斯暨韋爾斯教區的主教，909年建立，下辖萨默塞特郡的绝大部分和多塞特郡的一小部分地区。教座位于萨默塞特郡韦尔斯市的韋爾斯座堂，官邸是韦尔斯的主教宫。 2013年底，英格兰安立甘宗教堂委员会打算购买萨默塞特郡的18世纪庄园The Old Rectory用作主教的新官邸，但遭到大量反对，最终该决议在2014年5月被大主教委员会（Archbishops' Council）推翻。
该主教是在英国君主加冕礼上护送君主的两位主教之一，另一位是达勒姆主教。